# Aspergerjev sindrom
Aspergerjev sindrom (AS) ali aspergerjeva motnja je motnja avtističnega spektra, za katero so značilne hude težave v socialnih interakcijah ter omejeno in ponavljajoče se vedenje in zanimanje. Od drugih motenj avtističnega spektra se razlikuje po razmeroma ohranjenem jezikovnem in spoznavnem razvoju. Čeprav za diagnozo nista nujna, sta pogosto prisotna tudi telesna nerodnost in nenavadna uporaba jezika.
Sindrom se imenuje po avstrijskem pediatru Hansu Aspergerju, ki je leta 1944 v svoji praksi preučeval in opisal otroke z omejenimi sposobnostmi nebesednega sporazumevanja, omejeno empatijo do vrstnikov in telesno nerodnostjo. Sodobni koncept aspergerjevega sindroma se je pojavil leta 1981, postal vse bolj popularen in se standardiziral kot medicinska diagnoza v zgodnjih 1990. letih. Pri tej motnji ostajajo odprta številna vprašanja. Razlika med to motnjo in visokofunkcionalnim avtizmom (HFA) ni jasna, zato njegova prevalenca ni povsem zanesljiva. V načrtovani zbirki duševnih motenj DSM-5 se diagnoza aspergerjevega sindroma ne bo pojavila, temveč jo bo zamenjala diagnoza motnje avtističnega spektra na jakostni lestvici.
Vzrok aspergerjevega sindroma ni znan. Čeprav raziskave kažejo na genetsko osnovo,  genetska etiologija ni znana, nevrološke slikovne tehnike pa prav tako niso pokazale jasne skupne patologije. Zdravljenje motnje je heterogeno, učinkovitost posameznih metod zdravljenja pa je le slabo podprta. Ukrepi so omejeni na ublažitev simptomov in izboljšanje zmožnosti. Osnova zdravljenja je vedenjska terapija, ki se usmerja na posamezne pomanjkljivosti. Večina otrok z odraščanjem napreduje, socialne in komunikacijske težave pa lahko ostanejo. Nekateri raziskovalci in ljudje z aspergerjevim sindromom menijo, da bi stanje morali obravnavati ne kot pomanjkljivost, ki jo je treba zdraviti, temveč zgolj kot še eno od razlik med ljudmi.